# Insieme di definizione
In matematica, l'insieme di definizione è l'insieme massimale in cui è definita un'espressione data. Più precisamente: dati due insiemi {\displaystyle X} e {\displaystyle Y} e una regola di associazione {\displaystyle x\mapsto f(x)} che stabilisce come assegnare a un valore dato {\displaystyle x\in X} un valore {\displaystyle f(x)\in Y}, ci si può porre il problema di determinare l'insieme (o campo) di definizione (o di esistenza) di una tale regola di associazione, cioè l'insieme massimale {\displaystyle A\subseteq X} in cui l'espressione {\displaystyle f(x)} ha senso. In tal caso possiamo allora definire una funzione {\displaystyle f\colon A\to Y,x\mapsto f(x).}
Nel caso di funzioni a una variabile reale, il problema consiste nel determinare il massimo sottoinsieme {\displaystyle A\subseteq \mathbb {R} } sul quale è possibile definire una funzione {\displaystyle f\colon A\to \mathbb {R} } che rispetti {\displaystyle x\mapsto f(x)}, cioè l'insieme di tutti i numeri reali {\displaystyle x\in \mathbb {R} } per i quali l'espressione {\displaystyle f(x)} è ben definita. In altri termini, definita una funzione {\displaystyle x\mapsto f(x)} il cui dominio {\displaystyle B} sia contenuto in {\displaystyle \mathbb {R} }, avremo necessariamente {\displaystyle B\subseteq A}.

## Regole
Le regole per determinare il campo di esistenza di una funzione reale a variabile reale sono diverse, a seconda della natura della funzione:
- se la funzione è algebrica razionale fratta, ossia se possiede un denominatore in cui compare la variabile {\displaystyle x}, allora il denominatore dovrà essere posto diverso da {\displaystyle 0};
- se la funzione è algebrica irrazionale intera, cioè se la variabile {\displaystyle x} compare sotto il segno di radice e la radice ha indice pari, allora il radicando deve essere posto maggiore o uguale a {\displaystyle 0};
- se la funzione è trascendente di tipo logaritmico, cioè se la variabile {\displaystyle x} compare nell'argomento del logaritmo, allora tale argomento deve essere posto maggiore di {\displaystyle 0};
- se la funzione è una tangente, allora l'argomento della tangente deve essere posto diverso da {\displaystyle {\frac {\pi }{2}}+k\pi };
- se la funzione è una cotangente, allora l'argomento della cotangente deve essere posto diverso da {\displaystyle k\pi };
- se la funzione è un arcoseno o un arcocoseno, allora l'argomento di tale funzione deve essere compreso tra {\displaystyle \left[-1,1\right]}.

## Esempi
- L'espressione {\displaystyle f(x)=\log {\frac {\sqrt {x+2}}{x-5}}} è priva di significato se è verificata una delle seguenti condizioni:

{\displaystyle {\frac {\sqrt {x+2}}{x-5}}\leqslant 0} perché il logaritmo non esiste per argomenti negativi
{\displaystyle x+2<0} perché una radice quadrata non esiste per radicandi negativi
{\displaystyle x-5=0} perché una frazione non esiste per denominatori che si annullano,
dunque il sottoinsieme reale massimale sul quale può essere definita una funzione di variabile reale {\displaystyle f\colon A\to \mathbb {R} } con questa associazione è dato dall'insieme delle soluzioni del sistema:
{\displaystyle {\begin{cases}{\frac {\sqrt {x+2}}{x-5}}>0\\x+2\geqslant 0\\x-5\neq 0\end{cases}}}.
Significa quindi che per ogni
{\displaystyle D\subseteq A=(5,+\infty )}
è possibile definire una funzione
{\displaystyle {\begin{array}{ccc}f\colon D&\to &\mathbb {R} \\x&\mapsto &\log {\frac {\sqrt {x+2}}{x-5}}.\end{array}}}
- La funzione {\displaystyle f(x)=e^{\frac {1}{x}}} è una funzione esponenziale; poiché la variabile {\displaystyle x} compare a denominatore dell'esponente, l'insieme di definizione di questa funzione è dato da tutti i valori reali di {\displaystyle x\neq 0}.